# Eitorf
Eitorf é um município da Alemanha localizado no distrito do Reno-Sieg, região administrativa de Colônia, estado da Renânia do Norte-Vestfália.

## Cidadãos notórios
- Johannes Löhr (1942 —) futebolista e treinador